# FX-05突擊步槍
FX-05「火蛇」（字面解釋為綠松石做蛇，一種阿茲特克傳說生物）是一系列由墨西哥軍隊裝備產業總局所研製和生產的突击步枪，發射5.56×45毫米北約口徑或6.8×43毫米雷明登SPC口徑步枪子彈。
在2006年9月16日的閱兵儀式以上，這枝步槍正式在特種空中機動部隊和GAFE（特種部隊群）的手中登場。設計負責人CIADTIM、SDN和其所有部件都是在墨西哥製造。該步槍目前為墨西哥軍隊的制式步槍。

## 發展

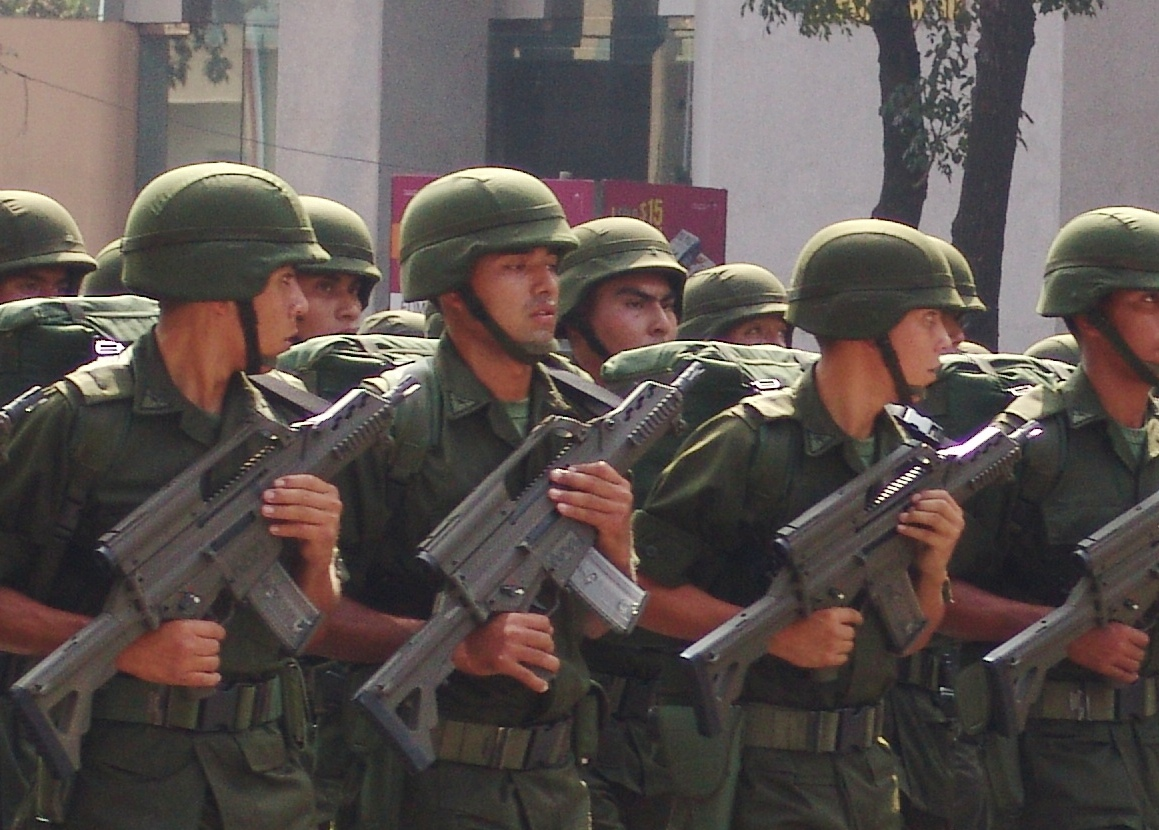
在墨西哥軍隊閱兵中的5.56毫米火蛇卡宾枪

它在2005年一開始的16個月是CIADTIM進行的研究工作的其中一部分，以取代仍然在墨西哥軍隊的服役的HK G3A3自动步枪。最初的計畫是把HK G36突擊步枪成為墨西哥軍隊的制式步槍的一部分，亦已經制訂轉讓技術和設備，最終成為墨西哥版本的未來士兵計劃。墨西哥的初步計劃為以€63,016,125的價格購買30,000支步槍，並且作為墨西哥的軍事現代化計劃的一部分。
但墨西哥政府的最終決定是，他們希望他們的下一代制式步槍有能力發射新型的6.8×43毫米SPC式步枪子彈，他們還希望G36步槍能夠以更具成本效益的方式在綜合統計中取得相同甚至更高的性能。因此最終該項目在任何技術或設備的轉移完成之前就被取消，並令FX-05的項目可以進行。
在墨西哥方面的報告指出，在2006年12月，總共使用了$84,000,000墨西哥比索（以2006年12月的匯率的話是€5,855,698）去投資FX-05的項目，包括原材料及只用國家的設備和技术。而領導這個項目的就是Alfredo Oropeza Garnica準將以及Brigadier General Jose Antonio Landeros。

## 設計細節

大部份步槍所使用的正常膛線及膛線凹膛（左），和FX-05所使用的多邊形膛線（右）

FX-05的瞄準具設計包括可摺疊機械瞄具、紅點鏡和雷射瞄準器系統；冷鍛碳鋼式槍管；可伸縮及摺疊式槍托；以及可選擇半自動，三發點放和全自動射擊。該步槍可以發射5.56×45毫米北約口徑標準彈藥或是6.8×43毫米SPC步枪子彈。它具有750發／分鐘的射速。墨西哥軍隊大多數所使用的步槍的機匣是以碳纖維加固聚合物的方式製造，槍身有黑色、綠黑色和沙漠色三種顏色以及一種特別的EDENA數碼迷彩圖案可以選擇。
內部的機械結構和槍管皆由耐腐蝕的不鏽鋼所製成。目前FX-05正在研製著一具可編程的空中爆破的榴彈發射器，雖然墨西哥新註冊的RSE-7燃料空氣榴彈能夠被其他發射北約標準的40毫米榴彈發射器所發射，但到了最後的FX-05將使用一種外型上類似下掛於HK G36的AG-36榴彈發射器，但其細小握把是最大區別。
FX-05是其中一種世界上比較少數使用被稱為多邊形膛線的先進系統的突擊步槍，它消除了正常膛線的凹膛，在武器系統上取代它們是一種如平滑的斜坡和凹處的膛線。雖然會十分昂貴，但好處是這個系統使膛線和槍管壽命更長和更準確。
FX-05具有多個衍生型號優化以應付不同的用途，包括：突击步枪型、卡宾枪型、轻机枪型、精確射手步槍型衍生型。

## 衍生型
FX-05具有多個衍生型號優化以應付不同的用途，包括：
- 突击步枪型（Assault rifle）
- 卡宾枪型（Carbine）
- 轻机枪型（Light machine gun）
- 精確射手（英语：Designated marksman）步槍型（Sharpshooter）

## 侵權爭議

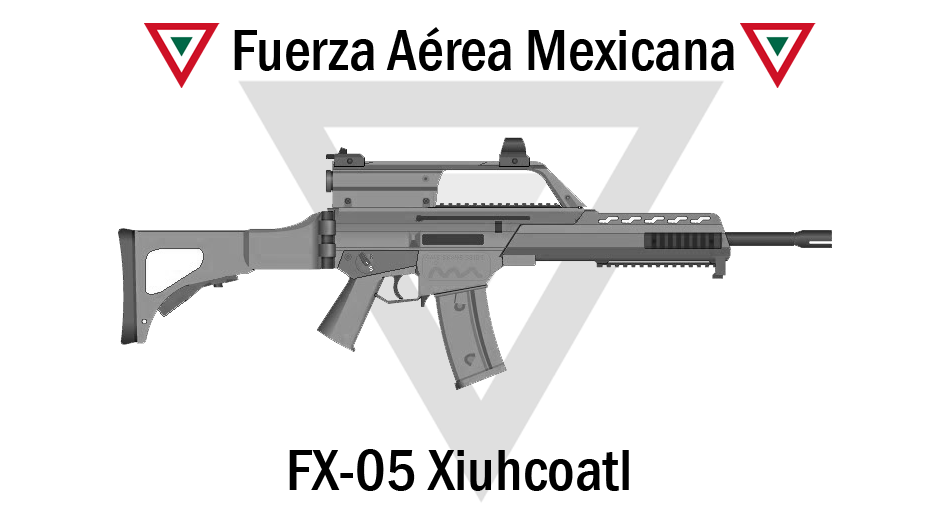

2007年2月1日，SEDENA（國防部）代表和德國公司黑克勒&科赫的代表在墨西哥城會見了來處理專利侵權指控的問題。他們聲稱，墨西哥軍隊「複製」HK G36突擊步槍的設計。但是在展覽FX-05的詳細展示以後，黑克勒&科赫的代表們也相信，雖然兩枝步槍之間有很多相似之處，但是沒有專利侵權，因此結束了分歧。
有人認為SEDENA有一個內幕計劃，企圖利用經過大眾傳播媒介一系列的「信息洩露」計畫去破壞墨西哥步槍的正常生產並詆毀它是一種德国HK G36V步槍的非法複製型。但最後德國公司說明他們在基本上將不起訴，即使步槍外型相似，然而內部的系統卻完全不同。

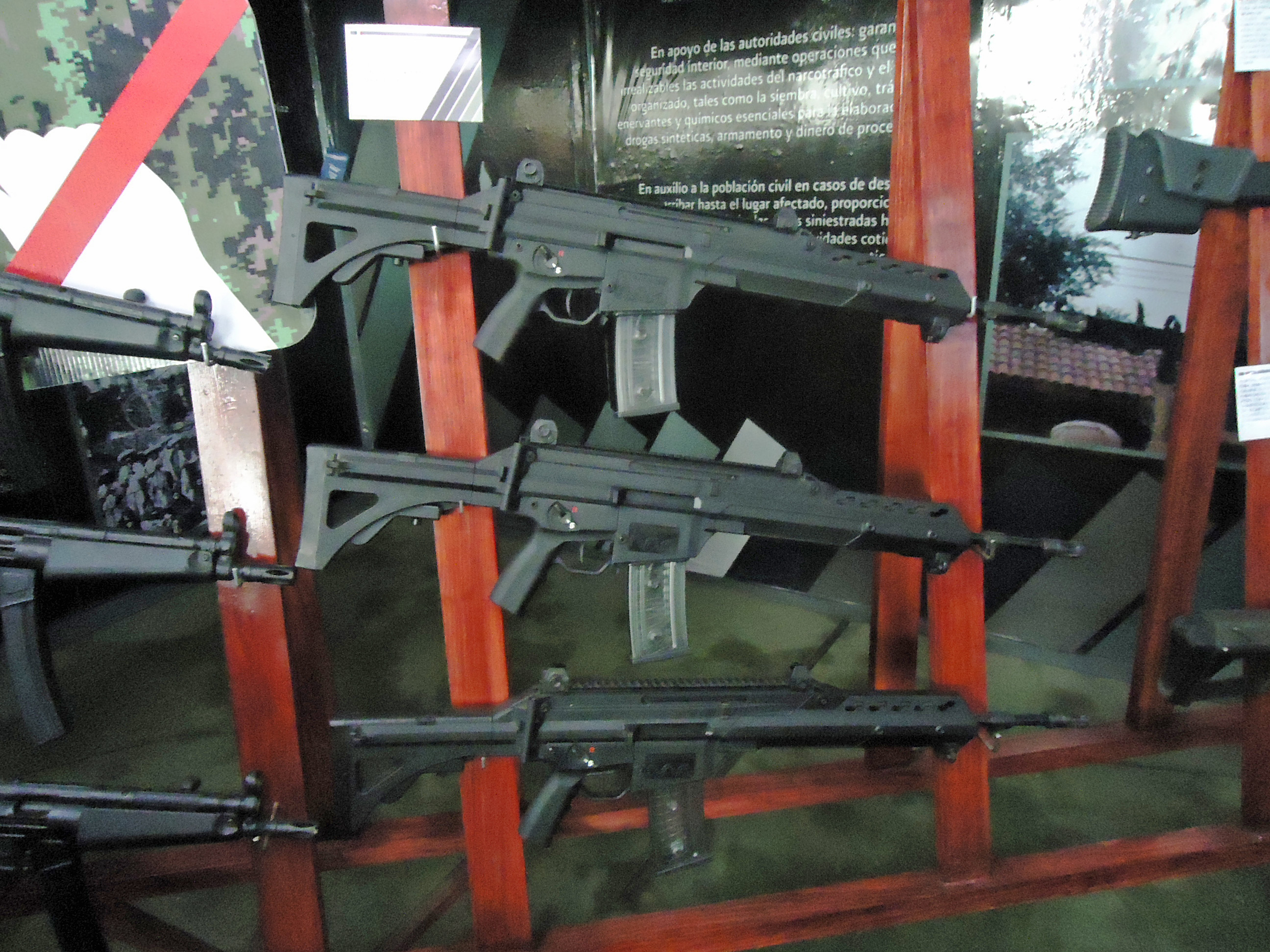
FX-05突擊步槍型

比如G36風格的後機匣，其實只加裝一個簡單的氣動活塞類似AK系列的槍機亦且通過裝上附加延遲滾軸系統，以拖延的武器後坐系統。而在墨西哥自行生產的步槍上亦發現了一些更先進的地方，因此黑克勒-科赫員仍質疑有關軍隊裝備產業總局（即FX-05的製造商）製造的步槍機匣系統幾乎與G36系統相同。據其認為，機匣採用了一種類似G36的生產手法，以最大限度地發揮兩種武器之間的共同性，就像許多墨西哥的警察部隊所採用的G36。
無論哪種方式，似乎訴訟案後全新版本的FX-05的特色是使用了不同的新型機匣設計，作為新的FX-05使用了4種的發射模式選擇（保險、半自動、三發點放、全自動），而原來的FX-05只有3種的發射模式選擇（保險、半自動、全自動）。這一理論還得到一個事實，新型的黑色FX-05型號採用了較明顯的金屬向前突起型彈匣扣和機匣明顯地縮小了。影響FX-05內部設計的G36式機匣、AK系列的長行程氣動活塞式和墨西哥的延遲反沖系統都可以從步槍左側的斷面之中看到。

## 使用國

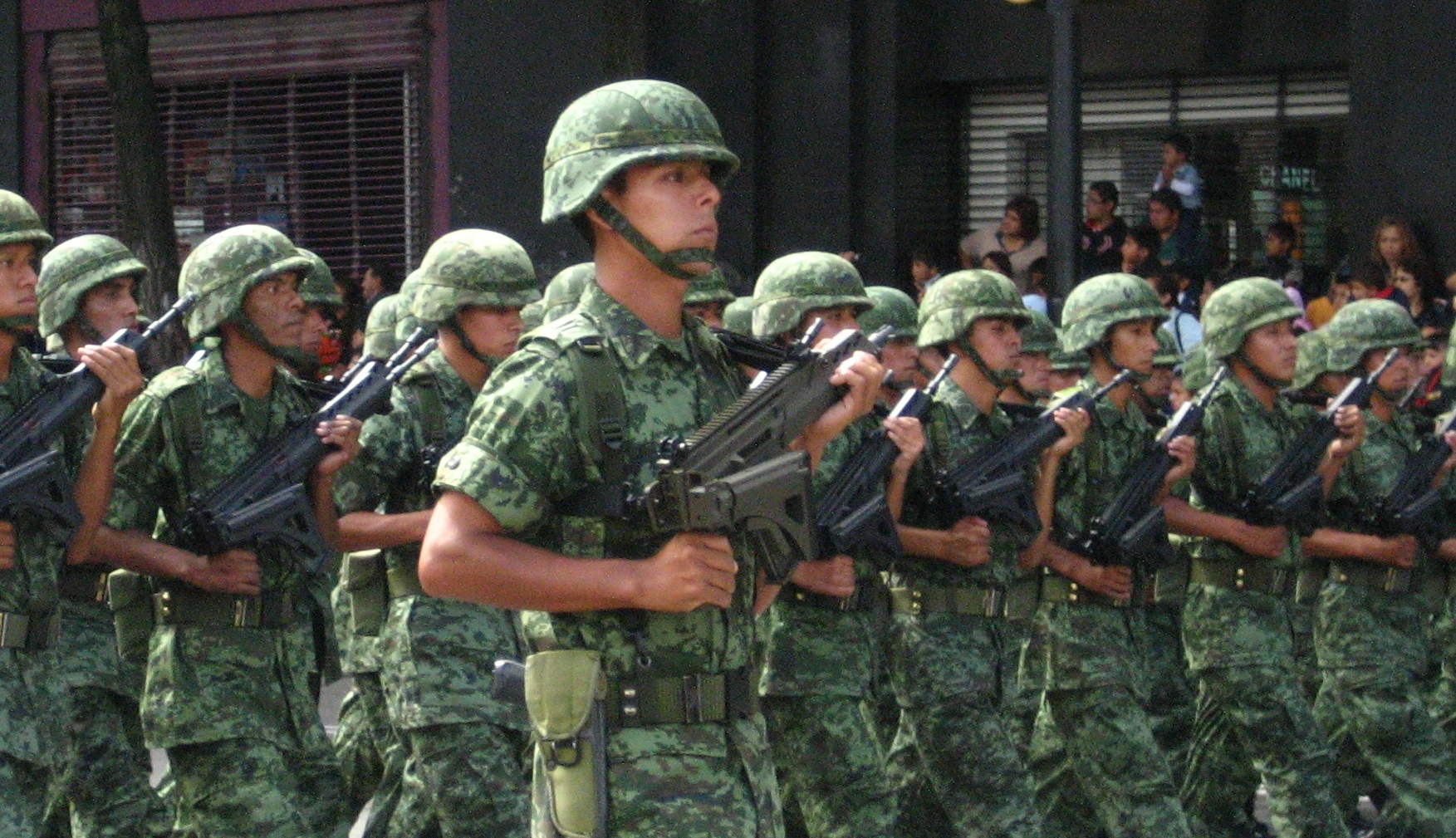
在2009年墨西哥獨立日，參與墨西哥軍隊閱兵的墨西哥士兵手持FX-05突擊步槍。

- 墨西哥：目前是墨西哥陸軍、海軍陸戰隊、特種空中機動部隊和GAFE（特種部隊小組）的制式步槍。到了2014年，將會取代國內的所有HK G3自動步槍、M4卡賓槍和M16步槍等的武器。

## 圖集

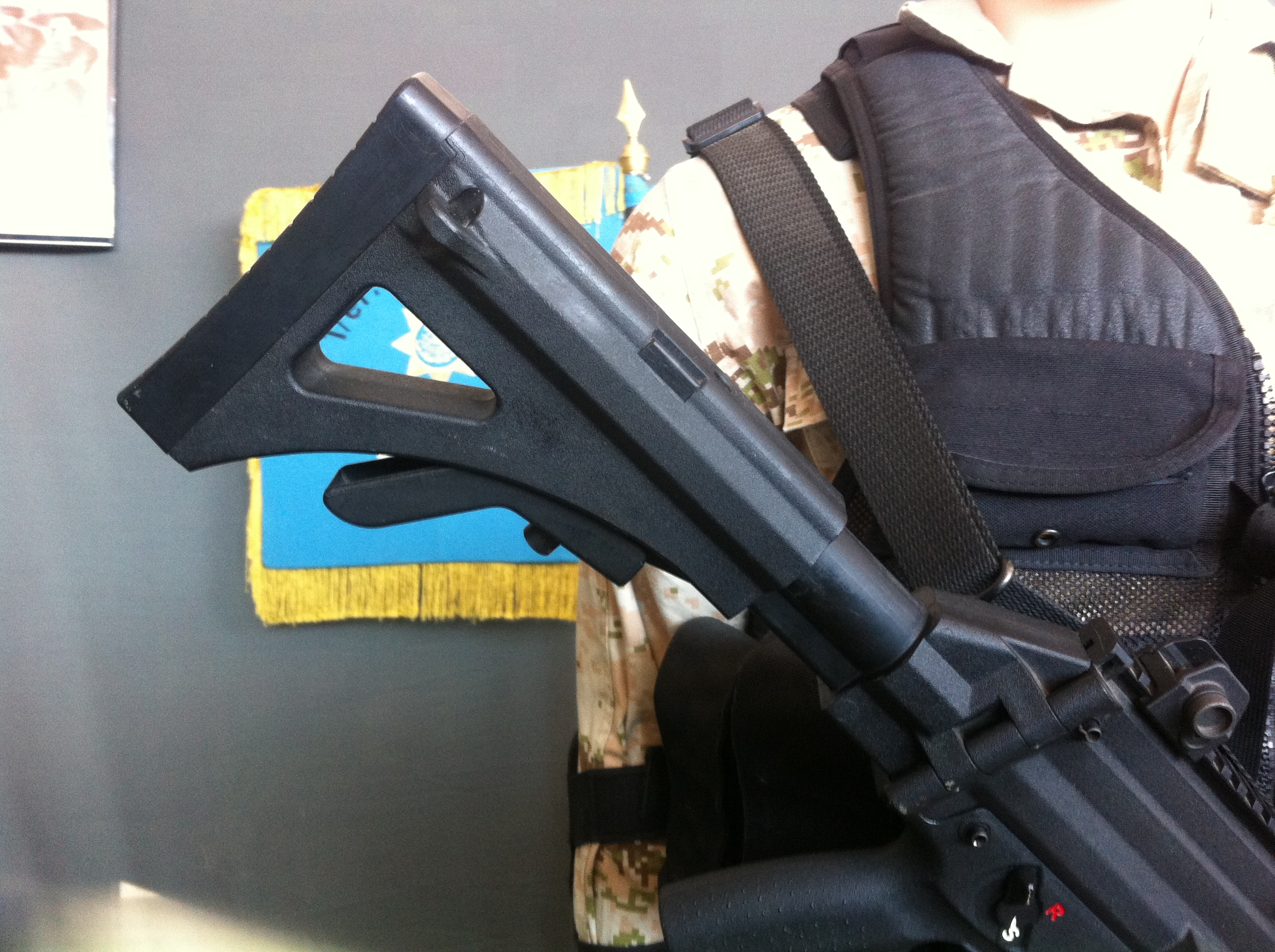
FX-05的伸縮式槍托
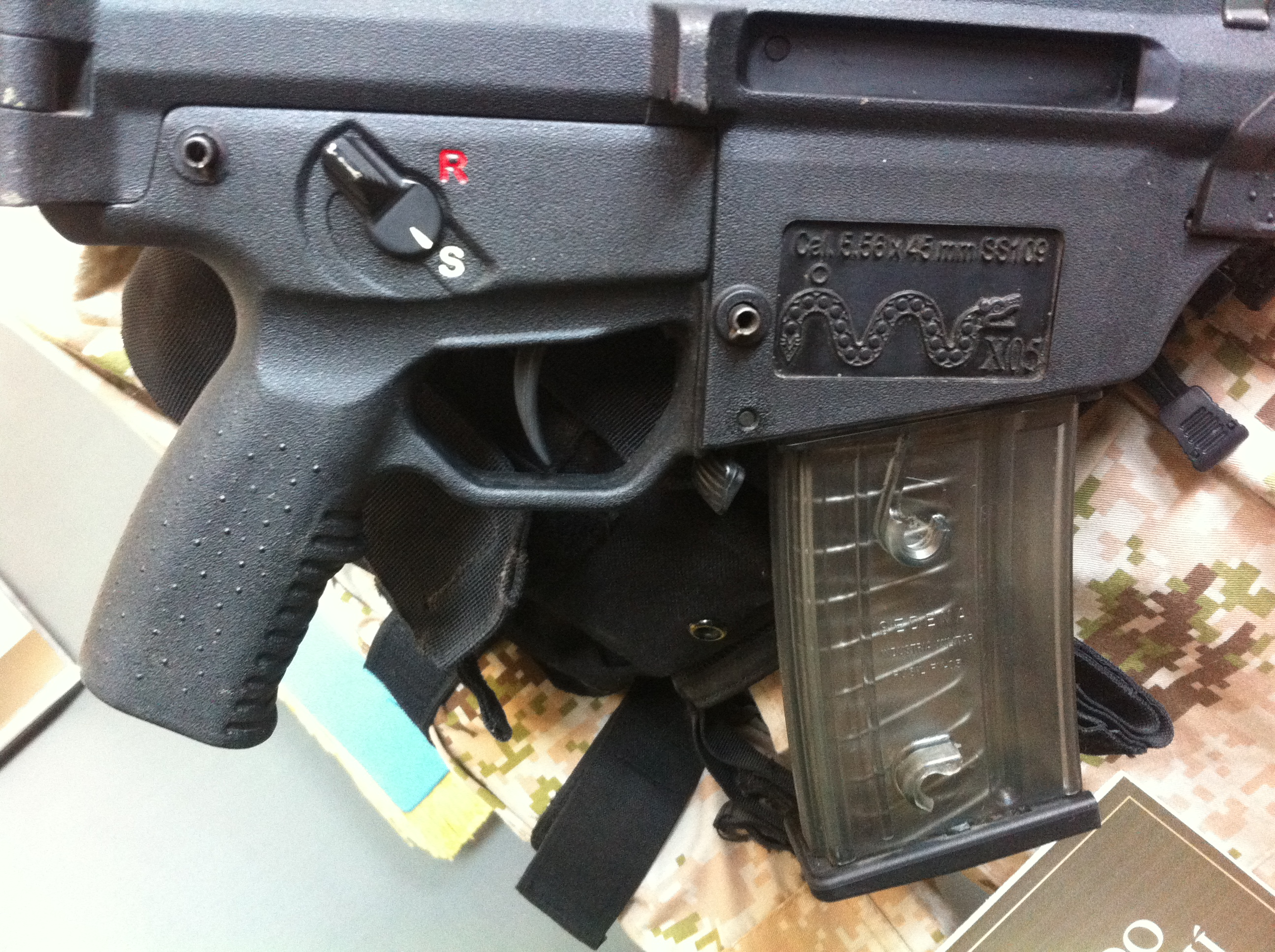
FX-05的下機匣和手槍握把
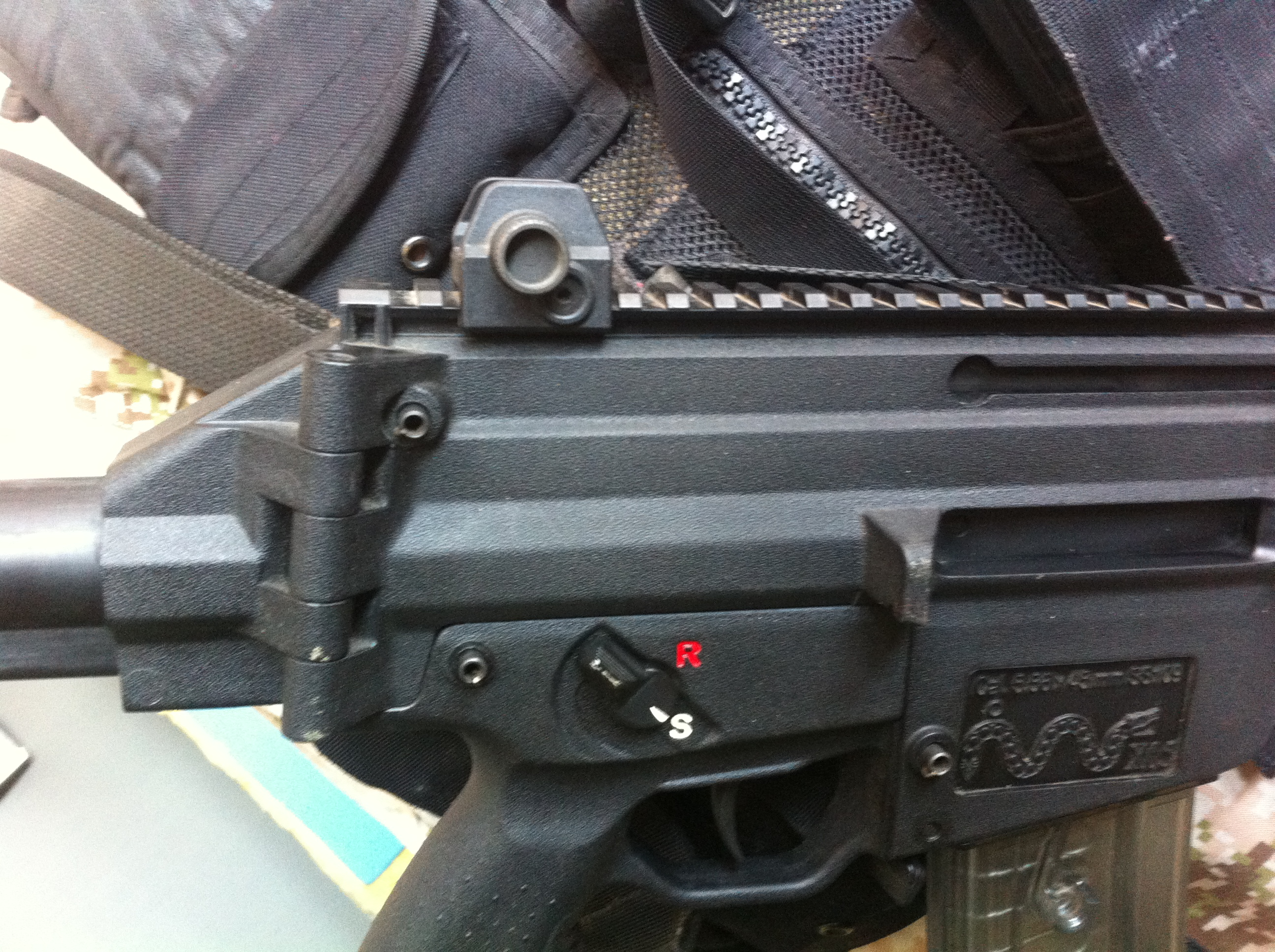
FX-05的上機匣和照門
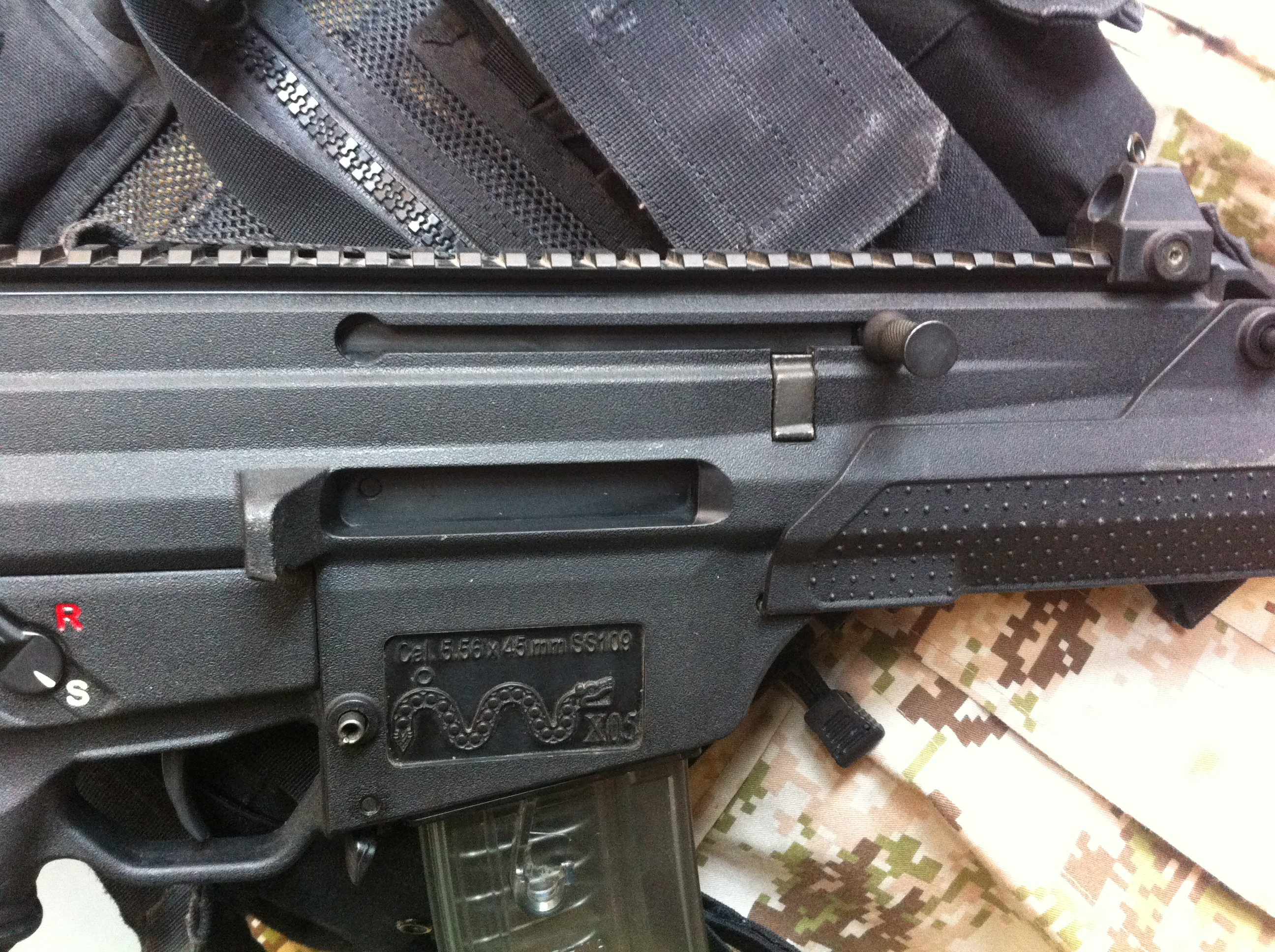
FX-05的上機匣和準星
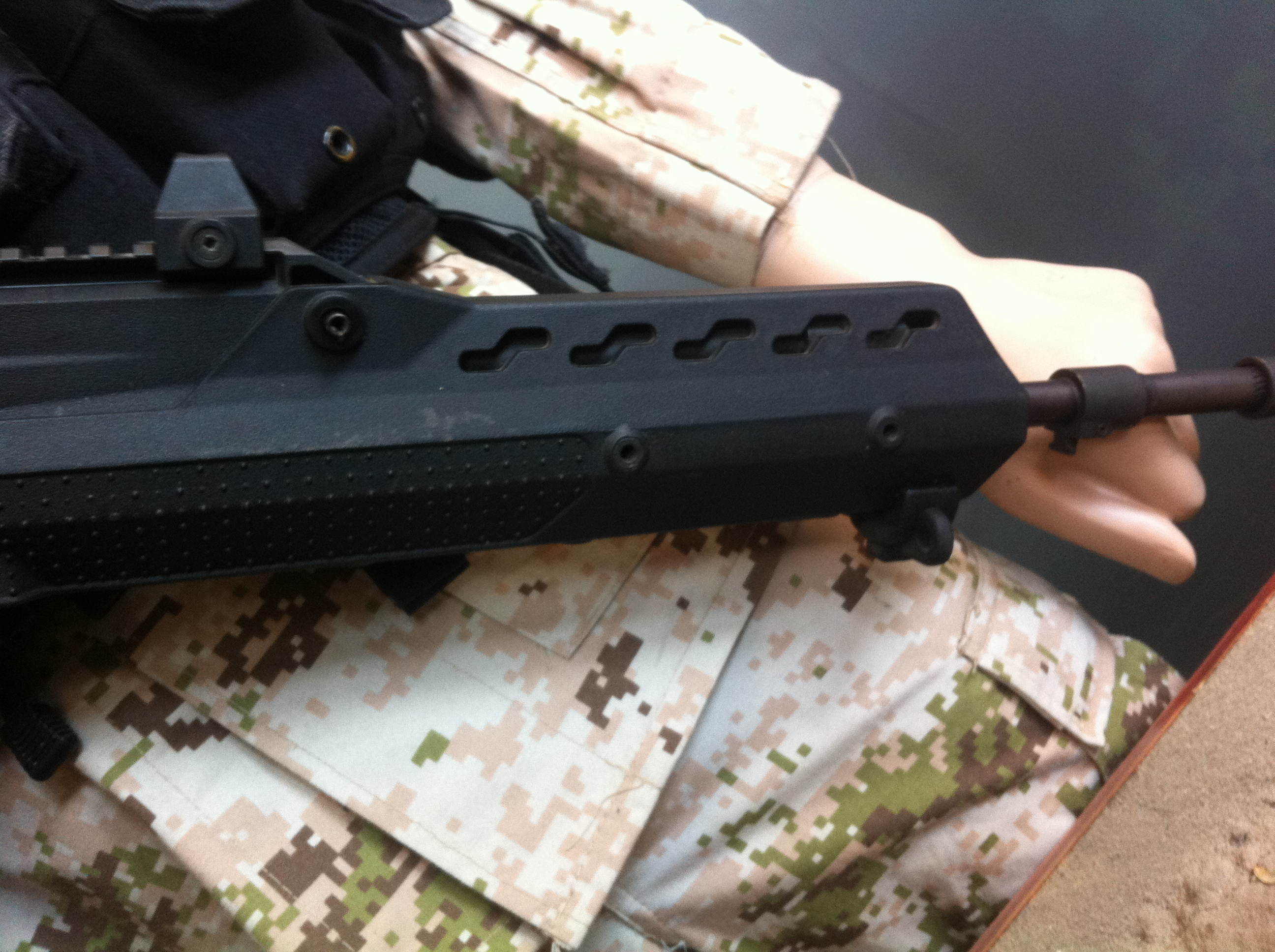
FX-05的前護木

## 參見

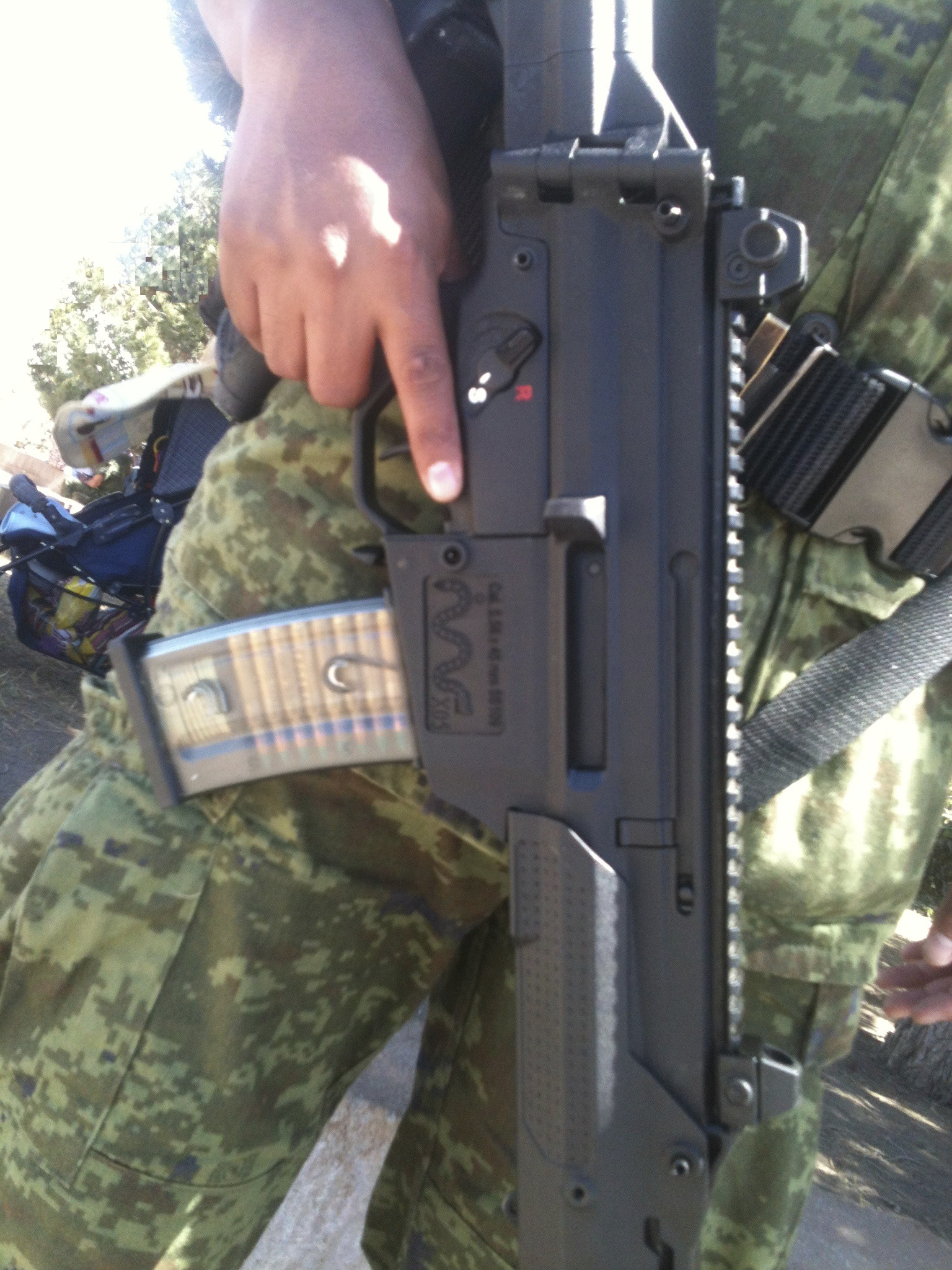
在墨西哥陸軍士兵手中的FX-05突擊步槍的機匣特寫。

## 資料來源
1. 1 2 3 4  . 2008-01-23  [2009-05-23]. （原始内容存档于2008-04-30） （西班牙语）.
2. 1 2 3  James Dunnigan. . bahia de Banderas news. 2007-03  [2009-05-23]. （原始内容存档于2008-03-12）.
3. 1 2  Daniel Watters. .   [2009-05-23]. （原始内容存档于2011-08-07）.
4. ↑  Fusil de Asalto - FX-05 Xiuhcoatl. （页面存档备份，存于） Retrieved on October 5, 2008.
5. ↑  .   [2009-05-23]. （原始内容存档于2009-08-14）.
6. 1 2  . 2006-12-15  [2009-05-23]. （原始内容存档于2011-06-05） （西班牙语）.
7. ↑  Daniel Watters. .   [2009-05-23]. （原始内容存档于2008-10-10）.
8. 1 2  Allan Wall. . bahia de Banderas news. 2007-03  [2009-05-23]. （原始内容存档于2009-06-03）.
9. 1 2 3   (PDF). Small Arms Survey 2007: 7.   [2009-05-23]. （原始内容 (PDF)存档于2010-07-05）.
10. ↑  The Mexican Army and its Controversial New Rifle. （页面存档备份，存于）於2008年8月8日參閱。

## 外部連結
- （英文）—Modern Firearms—FX-05 Xiuhcoatl assault rifle
- （英文）—Weapon.ge—DGIM FX-05 "Xiuhcoatl"（页面存档备份，存于）
- （英文）—G36 and FX-05 Xiuhcoatl An Inside Look at Mexican Guns and Arms Trafficking, by Barnard R. Thompson, MexiData.info（5/31/10）
- （英文）—The Mexican Army and its Controversial New Rifle（页面存档备份，存于）
- （英文）—Military, Security and Civilian Guns and Equipment—Fusil FX-05 (Xiuhcoatl)（页面存档备份，存于）
- （英文）—The Firearm Blog— A Short (Stroke) History of Tappet Operation, Part IV: Post-War Tappets（页面存档备份，存于）
- （简体中文）—D Boy Gun World（槍炮世界）—FX-05突击步枪（页面存档备份，存于）